# Scherma alla XXII Universiade
Il torneo di scherma della XXII Universiade si è svolto a Taegu in Corea del Sud nel 2003.

## Podi

### Uomini
| Evento                          | Oro                 | Argento          | Bronzo          |
| Fioretto individuale (dettagli) | Zhang Liangliang    | Ha Chang-Duk     | Yusuke Fukuda   |
| Fioretto individuale (dettagli) | Zhang Liangliang    | Ha Chang-Duk     | Kyoya Ichikawa  |
| Sciabola individuale (dettagli) | Vladimir Lukashenko | Oh Eun-Seok      | Tamás Decsi     |
| Sciabola individuale (dettagli) | Vladimir Lukashenko | Oh Eun-Seok      | Aleksey Frosin  |
| Spada individuale (dettagli)    | Jean-Michel Lucenay | Benjamin Steffen | Christoph Marik |
| Spada individuale (dettagli)    | Jean-Michel Lucenay | Benjamin Steffen | Igor Turchin    |
| Fioretto a squadre (dettagli)   | Cina                | Corea del Sud    | Russia          |
| Sciabola a squadre (dettagli)   | Russia              | Ucraina          | Spagna          |
| Spada a squadre (dettagli)      | Ucraina             | Cina             | Ungheria        |

### Donne
| Evento                          | Oro           | Argento          | Bronzo             |
| Fioretto individuale (dettagli) | Nam Hyun-Hee  | Olga Lobyntseva  | Yevgeniya Lamonova |
| Fioretto individuale (dettagli) | Nam Hyun-Hee  | Olga Lobyntseva  | Jung Gil-ok        |
| Sciabola individuale (dettagli) | Tan Xue       | Yelena Nechayeva | Bao Yingying       |
| Sciabola individuale (dettagli) | Tan Xue       | Yelena Nechayeva | Natalya Makayeva   |
| Spada individuale (dettagli)    | Kim Hee-Jeong | Zhang Li         | Li Na              |
| Spada individuale (dettagli)    | Kim Hee-Jeong | Zhang Li         | Luo Xiaojuan       |
| Fioretto a squadre (dettagli)   | Cina          | Corea del Sud    | Russia             |
| Sciabola a squadre (dettagli)   | Cina          | Russia           | Giappone           |
| Spada a squadre (dettagli)      | Russia        | Cina             | Estonia            |